# Twoja twarz brzmi znajomo
Twoja twarz brzmi znajomo – polski program rozrywkowy oparty na hiszpańskim formacie Your Face Sounds Familiar emitowany od 2014 roku na antenie telewizji Polsat.

## Zasady programu
Przez kilka odcinków (w 1. edycji przez osiem, w 2. – dziewięć, w edycjach 3–10 i od 14. – dziesięć, w edycjach 11–13 – dwanaście) ośmioro uczestników ma za zadanie jak najwierniej odwzorować wokalnie, ruchowo i wizualnie występy artystów polskiego i zagranicznego rynku muzycznego. Jurorzy oceniają ich wykonania, przyznając punkty: 10 pkt dla najlepszego występu i od 7 do 1 pkt dla kolejnych uczestników. Po głosowaniu jury każdy z zawodników przyznaje pięć punktów wybranemu przez siebie konkurentowi (w edycjach 18–20 cztery punkty). Odcinek wygrywa uczestnik, który zdobył w sumie najwięcej punktów. Jeśli na prowadzeniu jest dwoje uczestników z taką samą punktacją, wygrywa ten, kto dostał więcej punktów od jurorów. Jeżeli tu również jest remis, zwycięzcę wybiera przewodniczący jury. Pod koniec każdego odcinka przedstawiane są postaci, w które uczestnicy wcielą się w kolejnym odcinku. Zwycięzca każdego odcinka otrzymuje 10 tys. złotych, które przekazuje na wybrany przez siebie cel charytatywny.
Po kilku odcinkach czterech uczestników z największą liczbą punktów przechodzi do finału, w którym sami decydują, w którą postać się wcielą. Pozostali uczestnicy także biorą udział w ostatnim odcinku, występując w pozakonkursowych duetach. W finale jurorzy nie przyznają punktów, lecz wspólnie ustalają klasyfikację końcową (wyjątkiem była 20. edycja, w której decyzję o wyborze zwycięzcy podjęli widzowie w głosowaniu SMS-owym). Zwycięzca finału wygrywa 100 tys. złotych, które przekazuje na wybrany przez siebie cel charytatywny oraz pamiątkowy odlew twarzy w złotym kolorze. Reszta finalistów również otrzymuje nagrodę w postaci pamiątkowego odlewu twarzy w kolorze: srebrnym (zdobywca drugiego miejsca), brązowym (zdobywca trzeciego miejsca) lub żelaznym (zdobywca czwartego miejsca).

## Produkcja
Pierwsze cztery edycje programu realizowano w Hali Mera w Warszawie, piątą i kolejne natomiast w studiu Telewizji Polsat przy ul. Łubinowej 4a w Warszawie. Program reżyseruje Bolesław Pawica, zaś reżyserem konsultacyjnym jest Rolf Meter.
Za produkcję wykonawczą programu odpowiada firma Endemol Shine Polska.

## Ekipa
Prowadzący
| Prowadzący      | Edycja | Edycja | Edycja | Edycja | Edycja | Edycja | Edycja | Edycja | Edycja | Edycja | Edycja | Edycja | Edycja | Edycja | Edycja | Edycja | Edycja | Edycja | Edycja | Edycja | Edycja | Edycja |
| Prowadzący      | 1.     | 2.     | 3.     | 4.     | 5.     | 6.     | 7.     | 8.     | 9.     | 10.    | 11.    | 12.    | 13.    | 14.    | 15.    | 16.    | 17.    | 18.    | 19.    | 20.    | 21.    | 22.    |
| Prowadzący      | [ 2 ]  | [ 3 ]  | [ 4 ]  | [ 5 ]  | [ 6 ]  | [ 7 ]  | [ 8 ]  | [ 9 ]  | [ 9 ]  | [ 10 ] | [ 11 ] | [ 12 ] | [ 13 ] | [ 14 ] | [ 15 ] | [ 16 ] | [ 17 ] | [ 18 ] | [ 19 ] | [ 20 ] | [ 21 ] | [ 22 ] |
| --------------- | ------ | ------ | ------ | ------ | ------ | ------ | ------ | ------ | ------ | ------ | ------ | ------ | ------ | ------ | ------ | ------ | ------ | ------ | ------ | ------ | ------ | ------ |
| Maciej Rock     |        |        |        |        |        |        |        |        |        |        |        |        |        |        |        |        |        | ●      | ●      | ●      | ●      | ●      |
| Agnieszka Hyży  |        |        |        |        |        |        |        |        |        |        |        |        |        |        |        |        |        |        |        |        | ●      | ●      |
| Maciej Dowbor   | ●      | ●      | ●      | ●      | ●      | ●      | ●      | ●      | ●      | ●      | ●      | ●      | ●      | ●      | ●      | ●      | ●      | ●      | ●      | ●      |        |        |
| Piotr Gąsowski  | ●      | ●      | ●      | ●      | ●      | ●      | ●      | ●      | ●      | ●      | ●      | ●      | ●      | ●      | ●      | ●      | ●      |        |        |        |        |        |
| Krzysztof Ibisz |        |        |        |        |        |        |        |        |        |        |        |        | ●      |        | ●      |        |        |        |        |        |        |        |

Jurorzy
| Juror                     | Edycja | Edycja | Edycja | Edycja | Edycja | Edycja | Edycja | Edycja | Edycja | Edycja | Edycja | Edycja | Edycja | Edycja | Edycja | Edycja | Edycja | Edycja | Edycja | Edycja | Edycja | Edycja |
| Juror                     | 1.     | 2.     | 3.     | 4.     | 5.     | 6.     | 7.     | 8.     | 9.     | 10.    | 11.    | 12.    | 13.    | 14.    | 15.    | 16.    | 17.    | 18.    | 19.    | 20.    | 21.    | 22.    |
| Juror                     | [ 2 ]  | [ 3 ]  | [ 4 ]  | [ 5 ]  | [ 6 ]  | [ 7 ]  | [ 8 ]  | [ 9 ]  | [ 9 ]  | [ 10 ] | [ 11 ] | [ 12 ] | [ 13 ] | [ 14 ] | [ 15 ] | [ 16 ] | [ 17 ] | [ 18 ] | [ 19 ] | [ 24 ] | [ 25 ] | [ 26 ] |
| ------------------------- | ------ | ------ | ------ | ------ | ------ | ------ | ------ | ------ | ------ | ------ | ------ | ------ | ------ | ------ | ------ | ------ | ------ | ------ | ------ | ------ | ------ | ------ |
| Małgorzata Walewska       | ●      | ●      | ●      | ●      | ●      | ●      | ●      | ●      | ●      | ●      | ●      | ●      | ●      | ●      | ●      | ●      | ●      | ●      | ●      | ●      | ●      | ●      |
| Piotr Gąsowski            |        |        |        |        |        |        |        |        |        |        |        |        |        |        |        |        |        |        |        | ●      | ●      | ●      |
| Justyna Steczkowska       |        |        |        |        |        |        |        |        |        |        |        |        |        |        |        |        |        |        |        |        | ●      | ●      |
| Stefano Terrazzino        |        |        |        |        |        |        |        |        |        |        |        |        |        |        |        |        |        |        |        |        | ●      | ●      |
| Robert Janowski           |        |        |        |        |        |        |        |        |        |        |        |        |        |        |        |        | ●      | ●      | ●      | ●      |        |        |
| Paweł Domagała            |        |        |        |        |        |        |        |        |        |        |        |        |        |        |        |        |        | ●      | ●      |        |        |        |
| Katarzyna Skrzynecka      |        | ●      | ●      | ●      | ●      | ●      | ●      | ●      | ●      | ●      | ●      | ●      | ●      | ●      | ●      | ●      | ●      |        |        |        |        |        |
| Michał Wiśniewski         |        |        |        |        |        |        |        |        |        |        |        |        |        |        | ●      | ●      | ●      |        |        |        |        |        |
| Krzysztof Cugowski        |        |        |        |        |        |        |        |        |        |        |        |        |        |        |        | ●      |        |        |        |        |        |        |
| Andrzej „Gromee” Gromala  |        |        |        |        |        |        |        |        |        |        |        |        |        |        | ●      |        |        |        |        |        |        |        |
| Adam Strycharczuk         |        |        |        |        |        |        |        |        |        |        |        |        | ●      | ●      |        |        |        |        |        |        |        |        |
| Kacper Kuszewski          |        |        |        |        |        |        |        |        | ●      | ●      | ●      | ●      | ●      | ●      |        |        |        |        |        |        |        |        |
| Paweł Królikowski         | ●      | ●      | ●      | ●      | ●      | ●      | ●      | ●      | ●      | ●      | ●      | ●      |        |        |        |        |        |        |        |        |        |        |
| Bartłomiej Kasprzykowski  |        |        |        |        | ●      | ●      | ●      | ●      |        |        |        |        |        |        |        |        |        |        |        |        |        |        |
| Adam „DJ Adamus” Jaworski | ●      | ●      | ●      | ●      |        |        |        |        |        |        |        |        |        |        |        |        |        |        |        |        |        |        |
| Katarzyna Kwiatkowska     | ●      |        |        |        |        |        |        |        |        |        |        |        |        |        |        |        |        |        |        |        |        |        |

Trenerzy
| Trener                      | Edycja            | Edycja            | Edycja            | Edycja            | Edycja            | Edycja            | Edycja            | Edycja            | Edycja            | Edycja            | Edycja            | Edycja            | Edycja            | Edycja            | Edycja            | Edycja            | Edycja            | Edycja            | Edycja            | Edycja            | Edycja            | Edycja            |
| Trener                      | 1.                | 2.                | 3.                | 4.                | 5.                | 6.                | 7.                | 8.                | 9.                | 10.               | 11.               | 12.               | 13.               | 14.               | 15.               | 16.               | 17.               | 18.               | 19.               | 20.               | 21.               | 22.               |
| Trener                      | Nauczyciel śpiewu | Nauczyciel śpiewu | Nauczyciel śpiewu | Nauczyciel śpiewu | Nauczyciel śpiewu | Nauczyciel śpiewu | Nauczyciel śpiewu | Nauczyciel śpiewu | Nauczyciel śpiewu | Nauczyciel śpiewu | Nauczyciel śpiewu | Nauczyciel śpiewu | Nauczyciel śpiewu | Nauczyciel śpiewu | Nauczyciel śpiewu | Nauczyciel śpiewu | Nauczyciel śpiewu | Nauczyciel śpiewu | Nauczyciel śpiewu | Nauczyciel śpiewu | Nauczyciel śpiewu | Nauczyciel śpiewu |
| --------------------------- | ----------------- | ----------------- | ----------------- | ----------------- | ----------------- | ----------------- | ----------------- | ----------------- | ----------------- | ----------------- | ----------------- | ----------------- | ----------------- | ----------------- | ----------------- | ----------------- | ----------------- | ----------------- | ----------------- | ----------------- | ----------------- | ----------------- |
| Agnieszka Hekiert           | ●                 | ●                 | ●                 | ●                 | ●                 | ●                 | ●                 | ●                 | ●                 | ●                 | ●                 | ●                 | ●                 | ●                 | ●                 | ●                 | ●                 | ●                 | ●                 | ●                 | ●                 | ●                 |
| Izabela Puk                 |                   |                   |                   |                   |                   |                   | ●                 | ●                 | ●                 | ●                 | ●                 | ●                 | ●                 | ●                 | ●                 | ●                 | ●                 | ●                 | ●                 | ●                 | ●                 |                   |
| Nika Lubowicz               |                   |                   |                   | ●                 | ●                 | ●                 |                   |                   |                   | ●                 | ●                 | ●                 | ●                 | ●                 | ●                 | ●                 | ●                 | ●                 | ●                 | ●                 | ●                 |                   |
| Ewelina Kordy               |                   |                   |                   |                   |                   |                   |                   | ●                 |                   |                   |                   |                   |                   |                   |                   |                   |                   |                   |                   |                   |                   |                   |
| Anna Ozner                  |                   |                   |                   |                   |                   |                   | ●                 |                   |                   |                   |                   |                   |                   |                   |                   |                   |                   |                   |                   |                   |                   |                   |
| Olga Szomańska              |                   |                   |                   |                   |                   |                   | ●                 |                   |                   |                   |                   |                   |                   |                   |                   |                   |                   |                   |                   |                   |                   |                   |
| Marcin Miller               |                   |                   |                   |                   |                   | ●                 |                   |                   |                   |                   |                   |                   |                   |                   |                   |                   |                   |                   |                   |                   |                   |                   |
| Agnieszka Wilczyńska        |                   |                   |                   |                   | ●                 | ●                 |                   |                   |                   |                   |                   |                   |                   |                   |                   |                   |                   |                   |                   |                   |                   |                   |
| Paweł Jasionowski           |                   |                   |                   |                   | ●                 |                   |                   |                   |                   |                   |                   |                   |                   |                   |                   |                   |                   |                   |                   |                   |                   |                   |
| Julia Chmielnik             | ●                 | ●                 | ●                 | ●                 |                   |                   |                   |                   |                   |                   |                   |                   |                   |                   |                   |                   |                   |                   |                   |                   |                   |                   |
| Bartosz Caboń               |                   |                   |                   | ●                 |                   |                   |                   |                   |                   |                   |                   |                   |                   |                   |                   |                   |                   |                   |                   |                   |                   |                   |
| Piotr Hajduk                |                   |                   | ●                 |                   |                   |                   |                   |                   |                   |                   |                   |                   |                   |                   |                   |                   |                   |                   |                   |                   |                   |                   |
| Alicja Węgorzewska-Whiskerd | ●                 |                   |                   |                   |                   |                   |                   |                   |                   |                   |                   |                   |                   |                   |                   |                   |                   |                   |                   |                   |                   |                   |
| Choreograf                  |                   |                   |                   |                   |                   |                   |                   |                   |                   |                   |                   |                   |                   |                   |                   |                   |                   |                   |                   |                   |                   |                   |
| Maciej Zakliczyński         |                   |                   |                   |                   |                   |                   |                   |                   |                   |                   |                   |                   |                   |                   |                   |                   |                   |                   | ●                 | ●                 | ●                 | ●                 |
| Igor Leonik                 |                   |                   |                   |                   |                   |                   |                   |                   |                   |                   |                   |                   |                   |                   |                   |                   |                   | ●                 | ●                 | ●                 | ●                 |                   |
| Krzysztof „Kris” Adamski    | ●                 | ●                 | ●                 | ●                 | ●                 | ●                 | ●                 | ●                 | ●                 | ●                 | ●                 | ●                 | ●                 | ●                 | ●                 | ●                 | ●                 | ●                 |                   |                   |                   |                   |
| Adrianna Piechówka          |                   |                   |                   |                   |                   |                   |                   |                   |                   |                   |                   | ●                 | ●                 | ●                 | ●                 | ●                 | ●                 | ●                 |                   |                   |                   |                   |
| Adam Beta                   |                   |                   |                   |                   |                   |                   | ●                 | ●                 |                   |                   |                   | ●                 | ●                 | ●                 | ●                 |                   |                   |                   |                   |                   |                   |                   |
| Ernestina Papazyan          |                   |                   |                   |                   |                   |                   |                   |                   |                   |                   |                   | ●                 | ●                 | ●                 | ●                 |                   |                   |                   |                   |                   |                   |                   |
| Ewelina Adamska-Porczyk     |                   |                   |                   |                   |                   |                   |                   |                   |                   |                   |                   | ●                 |                   |                   |                   |                   |                   |                   |                   |                   |                   |                   |
| Agnieszka Boruta            | ●                 | ●                 | ●                 | ●                 | ●                 | ●                 |                   |                   |                   |                   |                   |                   |                   |                   |                   |                   |                   |                   |                   |                   |                   |                   |
| Marcin Olszewski            | ●                 |                   |                   |                   |                   |                   |                   |                   |                   |                   |                   |                   |                   |                   |                   |                   |                   |                   |                   |                   |                   |                   |

Kierownicy artystyczni
| Kierownik artystyczny                      | Edycja | Edycja | Edycja | Edycja | Edycja | Edycja | Edycja | Edycja | Edycja | Edycja | Edycja | Edycja | Edycja | Edycja | Edycja | Edycja | Edycja | Edycja | Edycja | Edycja | Edycja | Edycja |
| Kierownik artystyczny                      | 1.     | 2.     | 3.     | 4.     | 5.     | 6.     | 7.     | 8.     | 9.     | 10.    | 11.    | 12.    | 13.    | 14.    | 15.    | 16.    | 17.    | 18.    | 19.    | 20.    | 21.    | 22.    |
| ------------------------------------------ | ------ | ------ | ------ | ------ | ------ | ------ | ------ | ------ | ------ | ------ | ------ | ------ | ------ | ------ | ------ | ------ | ------ | ------ | ------ | ------ | ------ | ------ |
| Agnieszka Hekiert                          | ●      | ●      | ●      | ●      | ●      | ●      | ●      | ●      | ●      | ●      | ●      | ●      | ●      | ●      | ●      | ●      | ●      | ●      | ●      | ●      | ●      | ●      |
| Kierownik muzyczny                         | Edycja | Edycja | Edycja | Edycja | Edycja | Edycja | Edycja | Edycja | Edycja | Edycja | Edycja | Edycja | Edycja | Edycja | Edycja | Edycja | Edycja | Edycja | Edycja | Edycja | Edycja | Edycja |
| Kierownik muzyczny                         | 1.     | 2.     | 3.     | 4.     | 5.     | 6.     | 7.     | 8.     | 9.     | 10.    | 11.    | 12.    | 13.    | 14.    | 15.    | 16.    | 17.    | 18.    | 19.    | 20.    | 21.    | 22.    |
| Marcin Urban                               |        |        |        | ●      | ●      | ●      | ●      | ●      | ●      | ●      | ●      | ●      | ●      | ●      | ●      | ●      | ●      | ●      | ●      | ●      | ●      | ●      |
| Zygmunt Kukla                              | ●      | ●      | ●      |        |        |        |        |        |        |        |        |        |        |        |        |        |        |        |        |        |        |        |
| Reżyser kreatywny (kierownik choreografii) | Edycja | Edycja | Edycja | Edycja | Edycja | Edycja | Edycja | Edycja | Edycja | Edycja | Edycja | Edycja | Edycja | Edycja | Edycja | Edycja | Edycja | Edycja | Edycja | Edycja | Edycja | Edycja |
| Reżyser kreatywny (kierownik choreografii) | 1.     | 2.     | 3.     | 4.     | 5.     | 6.     | 7.     | 8.     | 9.     | 10.    | 11.    | 12.    | 13.    | 14.    | 15.    | 16.    | 17.    | 18.    | 19.    | 20.    | 21.    | 22.    |
| Maciej Zakliczyński                        |        |        |        |        |        |        |        |        |        |        |        |        |        |        |        |        |        |        | ●      | ●      | ●      | ●      |
| Krzysztof „Kris” Adamski                   | ●      | ●      | ●      | ●      | ●      | ●      | ●      | ●      | ●      | ●      | ●      | ●      | ●      | ●      | ●      | ●      | ●      | ●      |        |        |        |        |

## Zwycięzcy
| Edycja | Zwycięzca                | Rola finałowa      | Utwór                                     |
| ------ | ------------------------ | ------------------ | ----------------------------------------- |
| 1.     | Katarzyna Skrzynecka     | Sarah Brightman    | „Time to Say Goodbye”                     |
| 1.     | Katarzyna Skrzynecka     | Andrea Bocelli     | „Time to Say Goodbye”                     |
| 2.     | Marek Kaliszuk           | Maria Callas       | „O mio babbino caro”                      |
| 3.     | Stefano Terrazzino       | Mieczysław Fogg    | „Jesienne róże”                           |
| 4.     | Bartłomiej Kasprzykowski | Nat King Cole      | „When I Fall in Love”                     |
| 5.     | Aleksandra Szwed         | Bernard Ładysz     | „Ten zegar stary”                         |
| 6.     | Maria Tyszkiewicz        | Rihanna            | „Diamonds”                                |
| 7.     | Kasia Popowska           | Beyoncé            | „Listen”                                  |
| 8.     | Kacper Kuszewski         | Maria Callas       | „Habanera”                                |
| 9.     | Filip Lato               | Robert Plant       | „Stairway to Heaven”                      |
| 10.    | Mateusz Ziółko           | Aretha Franklin    | „(You Make Me Feel Like) A Natural Woman” |
| 11.    | Kazimierz Mazur          | Marilyn Monroe     | „Bye Bye Baby”                            |
| 12.    | Adam Strycharczuk        | Violetta Villas    | „List do matki”                           |
| 13.    | Paweł „Czadoman” Dudek   | Krzysztof Cugowski | „Jest taki samotny dom”                   |
| 14.    | Lesław Żurek             | Zbigniew Wodecki   | „Chałupy welcome to”                      |
| 15.    | Robert Janowski          | Eric Clapton       | „Layla”                                   |
| 16.    | Johan „Danzel” Waem      | Czesław Niemen     | „Płonąca stodoła”                         |
| 17.    | Kasia Wilk               | Adele              | „Hello”                                   |
| 18.    | Oskar Cyms               | Duncan Laurence    | „Arcade”                                  |
| 19.    | Kuba Szmajkowski         | George Michael     | „Careless Whisper”                        |
| 20.    | Filip Lato               | Elvis Costello     | „She”                                     |
| 21.    | Kuba Szyperski           | Margo Smith        | „He Taught Me to Yodel”                   |

## Uczestnicy i wyniki
Pierwsza edycja (wiosna 2014)

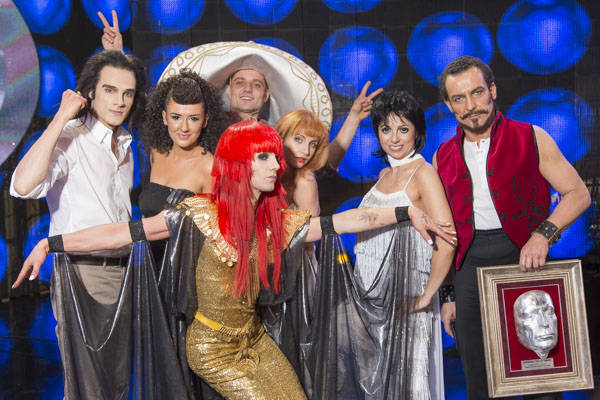
Uczestnicy piątej edycji programu: Adam Fidusiewicz, Agnieszka Twardowska, Jerzy Grzechnik, Marcin Rogacewicz, Katarzyna Zielińska, Katarzyna Pakosińska i Dariusz Kordek

Uczestnikami tej edycji programu byli: Bilguun Ariunbaatar, Artur Chamski, Paulina „Paulla” Ignasiak, Julia Pietrucha, Katarzyna Skrzynecka, Mariusz Totoszko, Paweł Tucholski i Agnieszka Włodarczyk.
| Miejsce | Uczestnik                 |
| ------- | ------------------------- |
| 1.      | Katarzyna Skrzynecka      |
| 2.      | Agnieszka Włodarczyk      |
| 3.      | Mariusz Totoszko          |
| 4.      | Artur Chamski             |
| 5.      | Paweł Tucholski           |
| 6.      | Paulina „Paulla” Ignasiak |
| 6.      | Julia Pietrucha           |
| 8.      | Bilguun Ariunbaatar       |

Druga edycja (jesień 2014)
Uczestnikami tej edycji programu byli: Maja Bohosiewicz, Marek Kaliszuk, Jacek Kawalec, Joanna Liszowska, Barbara Melzer, Jakub Molęda, Marcin Przybylski i Magda Steczkowska.
| Miejsce | Uczestnik         |
| ------- | ----------------- |
| 1.      | Marek Kaliszuk    |
| 2.      | Marcin Przybylski |
| 3.      | Joanna Liszowska  |
| 4.      | Barbara Melzer    |
| 5.      | Jacek Kawalec     |
| 6.      | Magda Steczkowska |
| 7.      | Jakub Molęda      |
| 8.      | Maja Bohosiewicz  |

Trzecia edycja (wiosna 2015)
Uczestnikami tej edycji programu byli: Katarzyna Ankudowicz, Kasia Cerekwicka, Anna Czartoryska-Niemczycka, Mateusz Jakubiec, Kaja Paschalska, Robert Rozmus, Stefano Terrazzino i Grzegorz Wilk.
| Miejsce | Uczestnik                   |
| ------- | --------------------------- |
| 1.      | Stefano Terrazzino          |
| 2.      | Robert Rozmus               |
| 3.      | Grzegorz Wilk               |
| 4.      | Kaja Paschalska             |
| 5.      | Mateusz Jakubiec            |
| 6.      | Kasia Cerekwicka            |
| 7.      | Anna Czartoryska-Niemczycka |
| 8.      | Katarzyna Ankudowicz        |

Czwarta edycja (jesień 2015)
Uczestnikami tej edycji programu byli: Monika Dryl, Katarzyna Glinka, Michał Grobelny, Bartłomiej Kasprzykowski, Michał Kwiatkowski, Krzysztof Respondek, Natalia Szroeder i Zofia Zborowska.
| Miejsce | Uczestnik                |
| ------- | ------------------------ |
| 1.      | Bartłomiej Kasprzykowski |
| 2.      | Zofia Zborowska          |
| 3.      | Monika Dryl              |
| 4.      | Michał Kwiatkowski       |
| 5.      | Katarzyna Glinka         |
| 5.      | Michał Grobelny          |
| 7.      | Natalia Szroeder         |
| 8.      | Krzysztof Respondek      |

Piąta edycja (wiosna 2016)
Uczestnikami tej edycji programu byli: Adam Fidusiewicz, Jerzy Grzechnik, Dariusz Kordek, Katarzyna Pakosińska, Marcin Rogacewicz, Aleksandra Szwed, Agnieszka Twardowska i Katarzyna Zielińska.
| Miejsce | Uczestnik            |
| ------- | -------------------- |
| 1.      | Aleksandra Szwed     |
| 2.      | Dariusz Kordek       |
| 3.      | Jerzy Grzechnik      |
| 4.      | Katarzyna Pakosińska |
| 5.      | Agnieszka Twardowska |
| 6.      | Adam Fidusiewicz     |
| 7.      | Katarzyna Zielińska  |
| 8.      | Marcin Rogacewicz    |

Szósta edycja (jesień 2016)
Uczestnikami tej edycji programu byli: Mateusz Banasiuk, Kamil Bijoś, Olga Borys, Joanna Moro, Radosław Pazura, Michał Rudaś, Olga Szomańska i Maria Tyszkiewicz.
| Miejsce | Uczestnik         |
| ------- | ----------------- |
| 1.      | Maria Tyszkiewicz |
| 2.      | Olga Szomańska    |
| 3.      | Kamil Bijoś       |
| 4.      | Michał Rudaś      |
| 5.      | Joanna Moro       |
| 6.      | Radosław Pazura   |
| 7.      | Olga Borys        |
| 8.      | Mateusz Banasiuk  |

Siódma edycja (wiosna 2017)
Uczestnikami tej edycji programu byli: Monika Borzym, Joanna Jabłczyńska, Paweł Jasionowski, Krzysztof Kwiatkowski, Zofia Nowakowska, Kasia Popowska, Jakub Świderski i Sławomir Zapała.
| Miejsce | Uczestnik             |
| ------- | --------------------- |
| 1.      | Kasia Popowska        |
| 2.      | Joanna Jabłczyńska    |
| 3.      | Sławomir Zapała       |
| 4.      | Zofia Nowakowska      |
| 5.      | Paweł Jasionowski     |
| 6.      | Krzysztof Kwiatkowski |
| 7.      | Monika Borzym         |
| 8.      | Jakub Świderski       |

Ósma edycja (jesień 2017)
Uczestnikami tej edycji programu byli: Krzysztof Antkowiak, Anna Dereszowska, Aleksandra Gintrowska, Beata Olga Kowalska, Kacper Kuszewski, Kasia Moś, Mariusz Ostrowski i Marcel Sabat.
| Miejsce | Uczestnik             |
| ------- | --------------------- |
| 1.      | Kacper Kuszewski      |
| 2.      | Krzysztof Antkowiak   |
| 3.      | Anna Dereszowska      |
| 4.      | Beata Olga Kowalska   |
| 5.      | Kasia Moś             |
| 6.      | Mariusz Ostrowski     |
| 7.      | Marcel Sabat          |
| 8.      | Aleksandra Gintrowska |

Dziewiąta edycja (wiosna 2018)
Uczestnikami tej edycji programu byli: Anna Guzik, Natalia Krakowiak, Filip Lato, Joanna „Ruda” Lazer, Izabella Miko, Andrzej Młynarczyk, Krzysztof Szczepaniak i Jan Traczyk.
| Miejsce | Uczestnik             |
| ------- | --------------------- |
| 1.      | Filip Lato            |
| 2.      | Jan Traczyk           |
| 3.      | Anna Guzik            |
| 4.      | Krzysztof Szczepaniak |
| 5.      | Joanna „Ruda” Lazer   |
| 6.      | Natalia Krakowiak     |
| 7.      | Izabella Miko         |
| 8.      | Andrzej Młynarczyk    |

Dziesiąta edycja (jesień 2018)
Uczestnikami tej edycji programu byli: Adriana Kalska, Katarzyna Maciąg, Marek Molak, Bogumił „Boogie” Romanowski, Honorata Skarbek, Michalina Sosna, Rafał Szatan i Mateusz Ziółko.
| Miejsce | Uczestnik                   |
| ------- | --------------------------- |
| 1.      | Mateusz Ziółko              |
| 2.      | Rafał Szatan                |
| 3.      | Marek Molak                 |
| 4.      | Adriana Kalska              |
| 5.      | Honorata Skarbek            |
| 6.      | Bogumił „Boogie” Romanowski |
| 7.      | Michalina Sosna             |
| 8.      | Katarzyna Maciąg            |

Jedenasta edycja (wiosna 2019)
Uczestnikami tej edycji programu byli: Katarzyna Dąbrowska, Stanisław Karpiel-Bułecka, Iga Krefft, Kazimierz Mazur, Kamil Pawelski, Elżbieta Romanowska, Antek Smykiewicz i Marta Wiejak.
| Miejsce | Uczestnik                 |
| ------- | ------------------------- |
| 1.      | Kazimierz Mazur           |
| 2.      | Katarzyna Dąbrowska       |
| 3.      | Elżbieta Romanowska       |
| 4.      | Antek Smykiewicz          |
| 5.      | Marta Wiejak              |
| 6.      | Stanisław Karpiel-Bułecka |
| 7.      | Iga Krefft                |
| 8.      | Kamil Pawelski            |

Dwunasta edycja (jesień 2019)
Uczestnikami tej edycji programu byli: Emilia Komarnicka-Klynstra, Robert Koszucki, Ewelina Lisowska, Katarzyna Ptasińska, Ewelina Ruckgaber, Jeremi Sikorski, Adam Strycharczuk i Łukasz Zagrobelny.
| Miejsce | Uczestnik                  |
| ------- | -------------------------- |
| 1.      | Adam Strycharczuk          |
| 2.      | Emilia Komarnicka-Klynstra |
| 3.      | Ewelina Lisowska           |
| 4.      | Łukasz Zagrobelny          |
| 5.      | Ewelina Ruckgaber          |
| 5.      | Jeremi Sikorski            |
| 7.      | Katarzyna Ptasińska        |
| 8.      | Robert Koszucki            |

Trzynasta edycja (wiosna, jesień 2020)
Pierwszy odcinek trzynastej edycji, wyemitowany 7 marca 2020 roku, zadedykowano zmarłemu aktorowi Pawłowi Królikowskiemu, wieloletniemu jurorowi programu. W połowie marca program zawieszono do jesieni w związku z rozprzestrzenianiem się koronawirusa w Polsce. Emisję programu wznowiono 5 września, przy czym dwa pierwsze odcinki nadane jesienią nagrano jeszcze przed przerwą.
Uczestnikami tej edycji programu byli: Gosia Andrzejewicz, Natalia Avelon, Kamila Boruta, Paweł „Czadoman” Dudek, Karol Dziuba, Marta Gałuszewska, Filip Gurłacz i Maurycy Popiel.
| Miejsce | Uczestnik              |
| ------- | ---------------------- |
| 1.      | Paweł „Czadoman” Dudek |
| 2.      | Filip Gurłacz          |
| 3.      | Gosia Andrzejewicz     |
| 4.      | Marta Gałuszewska      |
| 5.      | Karol Dziuba           |
| 6.      | Natalia Avelon         |
| 7.      | Kamila Boruta          |
| 8.      | Maurycy Popiel         |

Czternasta edycja (wiosna 2021)
W związku z pandemią COVID-19 edycja była realizowana bez udziału publiczności (oprócz finałowego odcinka).
Uczestnikami tej edycji programu byli: Tamara Arciuch, Piotr Gawron-Jedlikowski, Paweł Góral, Maja Hyży, Michał Meyer, Magdalena Narożna, Anna-Maria Sieklucka i Lesław Żurek.
| Miejsce | Uczestnik                |
| ------- | ------------------------ |
| 1.      | Lesław Żurek             |
| 2.      | Paweł Góral              |
| 3.      | Michał Meyer             |
| 4.      | Maja Hyży                |
| 5.      | Tamara Arciuch           |
| 6.      | Magdalena Narożna        |
| 7.      | Anna-Maria Sieklucka     |
| 8.      | Piotr Gawron-Jedlikowski |

Piętnasta edycja (jesień 2021)
Uczestnikami tej edycji programu byli: Tomasz Ciachorowski, Krzysztof „Chris” Cugowski, Robert Janowski, Barbara Kurdej-Szatan, Katarzyna Łaska, Paulina Sykut-Jeżyna, Klara Williams i Adam Zdrójkowski.
| Miejsce | Uczestnik                  |
| ------- | -------------------------- |
| 1.      | Robert Janowski            |
| 2.      | Barbara Kurdej-Szatan      |
| 3.      | Adam Zdrójkowski           |
| 4.      | Katarzyna Łaska            |
| 5.      | Paulina Sykut-Jeżyna       |
| 6.      | Krzysztof „Chris” Cugowski |
| 7.      | Tomasz Ciachorowski        |
| 8.      | Klara Williams             |

Szesnasta edycja (wiosna 2022)
W związku z pandemią COVID-19 w czasie realizacji pięciu odcinków programu publiczność nosiła maski.
Uczestnikami tej edycji programu byli: Patryk Cebulski, Wiktoria „Viki” Gabor, Anna Jurksztowicz, Andrzej Kozłowski, Karolina Pisarek, Maciej Radel, Ania Rusowicz, Johan „Danzel” Waem.
| Miejsce | Uczestnik             |
| ------- | --------------------- |
| 1.      | Johan „Danzel” Waem   |
| 2.      | Andrzej Kozłowski     |
| 3.      | Ania Rusowicz         |
| 4.      | Wiktoria „Viki” Gabor |
| 5.      | Anna Jurksztowicz     |
| 6.      | Patryk Cebulski       |
| 7.      | Maciej Radel          |
| 8.      | Karolina Pisarek      |

Siedemnasta edycja (jesień 2022)
Uczestnikami tej edycji programu byli: Ewa Błachnio, Michał Milowicz, Katarzyna Polewany, Janusz Radek, Robert Szpręgiel, Katarzyna Ucherska, Kasia Wilk, Jakub Zdrójkowski.
| Miejsce | Uczestnik          |
| ------- | ------------------ |
| 1.      | Kasia Wilk         |
| 2.      | Katarzyna Polewany |
| 3.      | Janusz Radek       |
| 4.      | Katarzyna Ucherska |
| 5.      | Robert Szpręgiel   |
| 6.      | Ewa Błachnio       |
| 7.      | Michał Milowicz    |
| 8.      | Jakub Zdrójkowski  |

Osiemnasta edycja (wiosna 2023)
Pierwszy raz w historii programu jednym z uczestników została osoba wyłoniona w otwartym castingu.
Uczestnikami tej edycji programu byli: Oskar Cyms, Krzysztof Ibisz, Natalia Janoszek, Daniel Jaroszek (wybrany w castingu), Julia Kamińska, Katarzyna Kołeczek, Daria Marcinkowska, Piotr Stramowski.
| Miejsce | Uczestnik          |
| ------- | ------------------ |
| 1.      | Oskar Cyms         |
| 2.      | Daria Marcinkowska |
| 3.      | Julia Kamińska     |
| 4.      | Natalia Janoszek   |
| 5.      | Daniel Jaroszek    |
| 6.      | Piotr Stramowski   |
| 7.      | Katarzyna Kołeczek |
| 8.      | Krzysztof Ibisz    |

Dziewiętnasta edycja (jesień 2023)
Drugi raz w historii programu jednym z uczestników została osoba wyłoniona w otwartym castingu.
Uczestnikami tej edycji programu byli: Ewelina Flinta, Jakub Gąsowski, Pola Gonciarz, Marcin Januszkiewicz, Magdalena Kumorek, Nick Sinckler, Kuba Szmajkowski, Jagoda Szydłowska (wybrana w castingu).
| Miejsce | Uczestnik            |
| ------- | -------------------- |
| 1.      | Kuba Szmajkowski     |
| 2.      | Nick Sinckler        |
| 3.      | Marcin Januszkiewicz |
| 4.      | Ewelina Flinta       |
| 5.      | Jagoda Szydłowska    |
| 6.      | Pola Gonciarz        |
| 7.      | Magdalena Kumorek    |
| 8.      | Jakub Gąsowski       |

 Dwudziesta edycja (wiosna 2024)
Na początku listopada 2023 roku zapowiedziano, że – w ramach uczczenia jubileuszu – uczestnikami 20. serii programu zostaną finaliści poprzednich edycji. Z tego powodu tytuł programu zyskał dopisek „Najlepsi!”.
Uczestnikami tej edycji programu byli ponownie: Barbara Kurdej-Szatan, Kacper Kuszewski, Filip Lato, Katarzyna Skrzynecka, Aleksandra Szwed, Stefano Terrazzino, Maria Tyszkiewicz, Mateusz Ziółko.
W finałowym odcinku edycji zwycięzcę wybrali wyjątkowo widzowie – w drodze głosowania SMS-owego.
| Miejsce | Uczestnik             | Edycja, w której brał udział |
| ------- | --------------------- | ---------------------------- |
| 1.      | Filip Lato            | IX edycja                    |
| 2.      | Stefano Terrazzino    | III edycja                   |
| 3.      | Mateusz Ziółko        | X edycja                     |
| 4.      | Maria Tyszkiewicz     | VI edycja                    |
| 5.      | Katarzyna Skrzynecka  | I edycja                     |
| 6.      | Barbara Kurdej-Szatan | XV edycja                    |
| 7.      | Kacper Kuszewski      | VIII edycja                  |
| 7.      | Aleksandra Szwed      | V edycja                     |

 Dwudziesta pierwsza edycja (jesień 2024)
Uczestnikami tej edycji programu byli: Renata „Reni” Jusis, Patricia Kazadi, Damian Kret, Joanna Osyda, Aleksander Sikora, Kuba Szyperski, Bartek Wrona, Barbara Wypych.
| Miejsce | Uczestnik           |
| ------- | ------------------- |
| 1.      | Kuba Szyperski      |
| 2.      | Patricia Kazadi     |
| 3.      | Aleksander Sikora   |
| 4.      | Barbara Wypych      |
| 5.      | Renata „Reni” Jusis |
| 6.      | Joanna Osyda        |
| 7.      | Damian Kret         |
| 8.      | Bartek Wrona        |

 Dwudziesta druga edycja (jesień 2025)
Uczestnikami tej edycji programu zostali: Marta Bijan, Edyta Herbuś, Natalia Muianga, Andrzej Nejman, Krystian Ochman, Modest Ruciński, Kamil Studnicki, Julia Żugaj.

## Emisja w telewizji
| Edycja   | Odcinki      | Premiera telewizyjna (Polsat) | Premiera telewizyjna (Polsat) | Premiera telewizyjna (Polsat) | Premiera telewizyjna (Polsat) | Premiera telewizyjna (Polsat)            | Premiera telewizyjna (Polsat) |
| Edycja   | Odcinki      | Sezon                         | Premiera                      | Finał                         | Pora emisji                   | Średnia oglądalność                      | Źródło                        |
| -------- | ------------ | ----------------------------- | ----------------------------- | ----------------------------- | ----------------------------- | ---------------------------------------- | ----------------------------- |
| 1.       | 1–8 (8)      | wiosna 2014                   | 8 marca 2014                  | 26 kwietnia 2014              | sobota 21.30/22.10            | 3,00 mln                                 | [ 58 ]                        |
| 2.       | 9–17 (9)     | jesień 2014                   | 6 września 2014               | 22 listopada 2014             | sobota 21.30/22.10            | 2,51 mln                                 | [ 59 ]                        |
| 3.       | 18–27 (10)   | wiosna 2015                   | 7 marca 2015                  | 9 maja 2015                   | sobota 21.30/22.10            | 2,48 mln                                 | [ 60 ]                        |
| 4.       | 28–37 (10)   | jesień 2015                   | 5 września 2015               | 7 listopada 2015              | sobota 21.30/22.10            | 2,25 mln                                 | [ 61 ]                        |
| 5.       | 38–47 (10)   | wiosna 2016                   | 12 marca 2016                 | 14 maja 2016                  | sobota 21.30/22.10            | 2,06 mln                                 | [ 62 ]                        |
| 6.       | 48–57 (10)   | jesień 2016                   | 3 września 2016               | 19 listopada 2016             | sobota 21.30/22.10            | 2,12 mln                                 | [ 63 ]                        |
| 7.       | 58–67 (10)   | wiosna 2017                   | 4 marca 2017                  | 6 maja 2017                   | sobota 21.30/22.10            | 1,86 mln                                 | [ 64 ]                        |
| 8.       | 68–77 (10)   | jesień 2017                   | 9 września 2017               | 11 listopada 2017             | sobota 21.30/22.10            | 1,71 mln                                 | [ 65 ]                        |
| 9.       | 78–87 (10)   | wiosna 2018                   | 3 marca 2018                  | 19 maja 2018                  | sobota 21.30/22.10            | 1,53 mln                                 | [ 66 ]                        |
| 10.      | 88–97 (10)   | jesień 2018                   | 8 września 2018               | 17 listopada 2018             | sobota 21.30/22.10            | 1,62 mln                                 | [ 67 ]                        |
| 11.      | 98–109 (12)  | wiosna 2019                   | 23 lutego 2019                | 18 maja 2019                  | sobota 21.30/22.10            | 1,59 mln                                 | [ 68 ]                        |
| 12.      | 110–121 (12) | jesień 2019                   | 7 września 2019               | 23 listopada 2019             | sobota 21.30/22.10            | 1,41 mln                                 | [ 69 ] [ 70 ]                 |
| 13.      | 122–133 (12) | wiosna 2020                   | 7 marca 2020                  | 14 marca 2020                 | sobota 21.30/22.10            | 1,37 mln                                 | [ 42 ] [ 71 ]                 |
| 13.      | 122–133 (12) | jesień 2020                   | 5 września 2020               | 7 listopada 2020              | sobota 21.30/22.10            | 0,96 mln                                 | [ 72 ] [ 73 ]                 |
| Odc. sp. | 134 (1)      | nie dotyczy                   | 18 grudnia 2020               | 18 grudnia 2020               | piątek 20.00/20.05            | bd. (< 1,8 mln)                          | [ 74 ] [ 75 ]                 |
| 14.      | 135–144 (10) | wiosna 2021                   | 5 marca 2021                  | 14 maja 2021                  | piątek 20.00/20.05            | 1,65 mln                                 | [ 76 ] [ 77 ]                 |
| 15.      | 145–154 (10) | jesień 2021                   | 10 września 2021              | 12 listopada 2021             | piątek 20.00/20.05            | 1,67 mln                                 | [ 78 ]                        |
| Odc. sp. | 155 (1)      | nie dotyczy                   | 17 grudnia 2021               | 17 grudnia 2021               | piątek 20.00/20.05            | bd. (< 1,8 mln)                          | [ 79 ]                        |
| 16.      | 156–165 (10) | wiosna 2022                   | 4 marca 2022                  | 13 maja 2022                  | piątek 20.00/20.05            | 1,51 mln                                 | [ 80 ]                        |
| 17.      | 166–175 (10) | jesień 2022                   | 2 września 2022               | 4 listopada 2022              | piątek 20.00/20.05            | 1,48 mln                                 | [ 81 ]                        |
| 18.      | 176–185 (10) | wiosna 2023                   | 3 marca 2023                  | 12 maja 2023                  | piątek 20.00/20.05            | 1,42 mln                                 | [ 82 ]                        |
| 19.      | 186–195 (10) | jesień 2023                   | 1 września 2023               | 3 listopada 2023              | piątek 20.00/20.05            | 1,15 mln (za: WM) / 1,09 mln (za: Press) | [ 83 ] [ 84 ]                 |
| 20.      | 196–205 (10) | wiosna 2024                   | 8 marca 2024                  | 17 maja 2024                  | piątek 20.00/20.05            | 1,32 mln                                 | [ 85 ]                        |
| 21.      | 206–215 (10) | jesień 2024                   | 6 września 2024               | 8 listopada 2024              | piątek 19.55                  | 1,21 mln                                 | [ 86 ] [ 84 ]                 |
| 22.      | 216–225 (10) | jesień 2025                   | 5 września 2025               | 7 listopada 2025              | piątek 19.55                  | bd.                                      | [ 87 ]                        |

W listopadzie 2024 roku serwis Wirtualnemedia.pl podał, że nadawca planuje emisję 22. edycji programu w drugiej połowie 2025 roku.
Odcinki specjalne
| Data pierwszej emisji | Temat odcinka                                                                             | Pora emisji     | Źródło |
| --------------------- | ----------------------------------------------------------------------------------------- | --------------- | ------ |
| 11 listopada 2018     | Najciekawsze występy zwycięzców poprzednich edycji i czworga finalistów dziesiątej edycji | niedziela 15.45 | [ 88 ] |
| 10 lutego 2019        | Najlepsze występy w programie                                                             | niedziela 15.45 | [ 89 ] |
| 17 lutego 2019        | Najlepsze występy w programie                                                             | niedziela 15.45 | [ 90 ] |
| 12 kwietnia 2020      | Najlepsze występy finałowe                                                                | niedziela 15.45 | [ 91 ] |
| 2 maja 2020           | Najlepsze występy z polskimi hitami                                                       | sobota 22.00    | [ 91 ] |
| 9 maja 2020           | Najlepsze występy mężczyzn w kobiecych rolach                                             | sobota 22.00    | [ 92 ] |
| 16 maja 2020          | Najbardziej poruszające występy                                                           | sobota 22.00    | [ 93 ] |
| 23 maja 2020          | Najlepsze taneczne przeboje                                                               | sobota 22.00    | [ 94 ] |
| 30 maja 2020          | Najlepsze występy w duetach                                                               | sobota 22.00    | [ 95 ] |

## Wydania specjalne

### Odcinek świąteczny w 2020
18 grudnia 2020 wyemitowano odcinek świąteczny, który poprowadzili Krzysztof Ibisz i Maciej Dowbor. Udział w nim wzięli byli uczestnicy programu: Marek Kaliszuk, Katarzyna Skrzynecka, Gosia Andrzejewicz, Paweł „Czadoman” Dudek, Filip Lato, Adam Strycharczuk, Stefano Terrazzino, Ewelina Lisowska, Krzysztof Antkowiak i Katarzyna Dąbrowska. W jury znaleźli się: Małgorzata Nawrocka, Małgorzata Walewska i Piotr Gąsowski.
W wyniku głosowania jury odcinek specjalny zwyciężyli ex aequo: Katarzyna Skrzynecka, Adam Strycharczuk, Gosia Andrzejewicz oraz Czadoman. Nagrodę w wysokości 100 tys. zł przekazano Fundacji Polsat.

### Odcinek świąteczny w 2021
17 grudnia 2021 był wyemitowany odcinek świąteczny, który poprowadzili Krzysztof Ibisz i Maciej Dowbor. Udział w nim wzięli byli uczestnicy programu: Gosia Andrzejewicz, Robert Janowski, Barbara Kurdej-Szatan, Joanna Liszowska, Katarzyna Skrzynecka, Sławomir Zapała, Adam Zdrójkowski i Lesław Żurek, a także Agnieszka Hekiert (po raz pierwszy jako uczestniczka). W jury znaleźli się: Małgorzata Nawrocka, Małgorzata Walewska i Piotr Gąsowski.
Jurorzy po raz pierwszy nie przyznali punktów uczestnikom, tylko wskazali najlepszy występ. Decyzją jury w świątecznym odcinku specjalnym zwyciężyła Agnieszka Hekiert. Nagrodę w wysokości 100 000 złotych przekazano Fundacji Polsat.

## Oglądalność w telewizji linearnej
Dane dotyczące oglądalności zostały oparte na badaniach przeprowadzonych przez Nielsen Audience Measurement i dotyczą wyłącznie oglądalności premiery telewizyjnej – nie uwzględniają oglądalności powtórek, wyświetleń w serwisach VOD (np. ipla) itd.
| Edycja | Odcinek                        | Odcinek                        | Odcinek                            | Odcinek                | Odcinek                | Odcinek                | Odcinek                | Odcinek                | Odcinek                | Odcinek                | Odcinek                | Odcinek                | Odcinek            | Odcinek   |
| Edycja | 1                              | 2                              | 3                                  | 4                      | 5                      | 6                      | 7                      | 8                      | 9                      | 10                     | 11                     | 12                     | Odcinek świąteczny | Średnia   |
| ------ | ------------------------------ | ------------------------------ | ---------------------------------- | ---------------------- | ---------------------- | ---------------------- | ---------------------- | ---------------------- | ---------------------- | ---------------------- | ---------------------- | ---------------------- | ------------------ | --------- |
| 1.     | 2 804 932 (08.03.2014)         | 2 728 234 (15.03.2014)         | 3 004 825 (22.03.2014)             | 2 990 224 (29.03.2014) | 3 288 930 (05.04.2014) | 3 062 660 (12.04.2014) | 2 853 028 (19.04.2014) | 3 277 717 (26.04.2014) | –                      | –                      | –                      | –                      | –                  | 3 001 319 |
| 2.     | 2 350 000 (06.09.2014)         | 2 214 927 (13.09.2014)         | 2 274 403 (20.09.2014)             | 2 821 668 (27.09.2014) | 2 662 937 (18.10.2014) | (25.10.2014)           | (08.11.2014)           | (15.11.2014)           | (22.11.2014)           | –                      | –                      | –                      | –                  | 2 514 394 |
| 3.     | 2 898 003 (07.03.2015)         | 2 742 968 (14.03.2015)         | 2 317 815 (21.03.2015)             | (28.03.2015)           | (04.04.2015)           | (11.04.2015)           | 2 743 109 (18.04.2015) | (25.04.2015)           | (02.05.2015)           | (09.05.2015)           | –                      | –                      | –                  | 2 483 957 |
| 4.     | 2 160 415 (05.09.2015)         | 2 060 038 (12.09.2015)         | 2 188 183 (19.09.2015)             | (26.09.2015)           | (03.10.2015)           | (10.10.2015)           | (17.10.2015)           | (24.10.2015)           | (31.10.2015)           | (07.11.2015)           | –                      | –                      | –                  | 2 250 974 |
| 5.     | 2 370 186 (12.03.2016)         | 2 284 325 (19.03.2016)         | 1 672 664 (26.03.2016)             | (02.04.2016)           | 2 447 592 (09.04.2016) | 2 443 597 (16.04.2016) | (23.04.2016)           | (30.04.2016)           | 2 330 224 (07.05.2016) | (14.05.2016)           | –                      | –                      | –                  | 2 064 075 |
| 6.     | 2 012 816 (03.09.2016)         | 1 883 449 (10.09.2016)         | 2 116 066 (17.09.2016)             | 2 595 758 (24.09.2016) | 2 256 778 (15.10.2016) | 2 069 577 (22.10.2016) | (29.10.2016)           | (05.11.2016)           | (12.11.2016)           | (19.11.2016)           | –                      | –                      | –                  | 2 118 144 |
| 7.     | 1 945 902 (04.03.2017)         | 2 013 568 (11.03.2017)         | 1 794 225 (18.03.2017)             | 1 856 677 (25.03.2017) | 1 695 433 (01.04.2017) | 1 723 804 (08.04.2017) | 1 438 578 (15.04.2017) | 2 037 206 (22.04.2017) | 1 966 961 (29.04.2017) | 2 110 386 (06.05.2017) | –                      | –                      | –                  | 1 858 628 |
| 8.     | 1 423 830 (09.09.2017)         | 1 532 485 (16.09.2017)         | 1 927 514 (23.09.2017)             | 1 719 446 (30.09.2017) | 1 867 754 (07.10.2017) | 1 765 867 (14.10.2017) | 1 461 091 (21.10.2017) | 1 905 781 (28.10.2017) | 1 646 446 (04.11.2017) | 1 889 534 (11.11.2017) | –                      | –                      | –                  | 1 713 856 |
| 9.     | 1 846 549 (03.03.2018)         | 1 483 200 (10.03.2018)         | 1 742 086 (17.03.2018)             | 1 707 269 (24.03.2018) | (31.03.2018)           | (07.04.2018)           | (21.04.2018)           | (28.04.2018)           | (05.05.2018)           | (19.05.2018)           | –                      | –                      | –                  | 1 528 939 |
| 10.    | 1 288 626 (08.09.2018)         | 1 481 858 (15.09.2018)         | 1 247 258 (22.09.2018)             | (29.09.2018)           | (06.10.2018)           | (13.10.2018)           | 1 764 480 (20.10.2018) | 1 933 296 (27.10.2018) | 1 931 077 (03.11.2018) | (17.11.2018)           | –                      | –                      | –                  | 1 618 551 |
| 11.    | 1 501 097 (23.02.2019)         | 1 779 769 (02.03.2019)         | 1 806 001 (09.03.2019)             | 1 710 085 (16.03.2019) | 1 534 987 (23.03.2019) | 1 683 660 (30.03.2019) | 1 696 531 (06.04.2019) | 1 691 923 (13.04.2019) | 1 238 458 (20.04.2019) | 1 488 454 (04.05.2019) | 1 544 830 (11.05.2019) | 1 442 850 (18.05.2019) | –                  | 1 592 795 |
| 12.    | 1 264 579 (07.09.2019)         | 1 027 206 (14.09.2019)         | 1 003 280 (21.09.2019)             | 1 512 174 (28.09.2019) | 1 545 731 (05.10.2019) | 1 536 034 (12.10.2019) | 1 428 606 (19.10.2019) | 1 378 177 (26.10.2019) | 1 453 095 (02.11.2019) | 1 490 365 (09.11.2019) | 1 547 023 (16.11.2019) | 1 695 468 (23.11.2019) | –                  | 1 407 015 |
| 13.    | 1 449 657 (07.03.2020)         | 1 281 425 (14.03.2020)         | 910 653 (05.09.2020)               | 874 416 (12.09.2020)   | 882 342 (19.09.2020)   | 900 212 (26.09.2020)   | 941 302 (03.10.2020)   | 1 003 499 (10.10.2020) | 1 019 816 (17.10.2020) | (24.10.2020)           | (31.10.2020)           | 1 284 833 (07.11.2020) | (18.12.2020)       | 962 551   |
| 14.    | 1 816 909 (05.03.2021)         | 1 750 957 (12.03.2021)         | 1 541 318 (19.03.2021)             | (26.03.2021)           | (09.04.2021)           | (16.04.2021)           | (23.04.2021)           | (30.04.2021)           | 1 749 490(07.05.2021)  | (14.05.2021)           | –                      | –                      | –                  | 1 647 594 |
| 15.    | 1 661 900 (10.09.2021)         | 1 616 239 (17.09.2021)         | 1 572 324 (24.09.2021)             | 1 707 375 (01.10.2021) | (08.10.2021)           | (15.10.2021)           | 1 724 418 (22.10.2021) | 1 722 848 (29.10.2021) | 1 756 674 (05.11.2021) | 1 868 440 (12.11.2021) | –                      | –                      | (17.12.2021)       | 1 674 568 |
| 16.    | 1 457 951 (04.03.2022)         | 1 619 388 (11.03.2022)         | 1 586 581 (18.03.2022)             | 1 564 920 (25.03.2022) | 1 511 290 (01.04.2022) | 1 528 448 (08.04.2022) | 1 534 449 (22.04.2022) | 1 308 690 (29.04.2022) | 1 564 830 (06.05.2022) | 1 449 915 (13.05.2022) | –                      | –                      | –                  | 1 511 092 |
| 17.    | 1 250 972 (02.09.2022)         | 1 452 757 (09.09.2022)         | 1 386 978 (16.09.2022)             | 1 590 449 (23.09.2022) | 1 596 953 (30.09.2022) | 1 450 609 (07.10.2022) | 1 387 283 (14.10.2022) | 1 468 083 (21.10.2022) | 1 465 485 (28.10.2022) | 1 700 412 (04.11.2022) | –                      | –                      | –                  | 1 475 397 |
| 18.    | 1 503 506 (03.03.2023)         | 1 466 715 (10.03.2023)         | 1 548 107 (17.03.2023)             | 1 166 519 (24.03.2023) | 1 379 993 (31.03.2023) | 1 477 089 (14.04.2023) | 1 386 236 (21.04.2023) | 1 270 004 (28.04.2023) | 1 446 600 (05.05.2023) | 1 514 598 (12.05.2023) | –                      | –                      | –                  | 1 417 401 |
| 19.    | 877 042 / 925 293 (01.09.2023) | 908 616 / 954 812 (08.09.2023) | 1 030 775 / 1 063 461 (15.09.2023) | 1 118 209 (22.09.2023) | 1 184 710 (29.09.2023) | 1 277 893 (06.10.2023) | 1 182 462 (13.10.2023) | 1 133 178 (20.10.2023) | 1 260 672 (27.10.2023) | 1 351 228 (03.11.2023) | –                      | –                      | –                  | 1 145 114 |
| 20.    | 1 433 280 (08.03.2024)         | 1 345 285 (15.03.2024)         | 1 210 964 (22.03.2024)             | 1 373 989 (05.04.2024) | 1 436 831 (12.04.2024) | 1 438 182 (19.04.2024) | 1 359 637 (26.04.2024) | 1 179 621 (03.05.2024) | 1 208 912 (10.05.2024) | 1 236 041 (17.05.2024) | –                      | –                      | –                  | 1 322 250 |
| 21.    | (06.09.2024)                   | (13.09.2024)                   | (20.09.2024)                       | (27.09.2024)           | (04.10.2024)           | (11.10.2024)           | (18.10.2024)           | (25.10.2024)           | (01.11.2024)           | (08.11.2024)           | –                      | –                      | –                  | 1 214 230 |
| 22.    | (05.09.2025)                   | (12.09.2025)                   | (19.09.2025)                       | (26.09.2025)           | (03.10.2025)           | (10.10.2025)           | (17.10.2025)           | (24.10.2025)           | (31.10.2025)           | (07.11.2025)           | –                      | –                      | –                  |           |

## Nagrody i nominacje
| Rok  | Ceremonia       | Kategoria                    | Wynik     | Źródło  |
| ---- | --------------- | ---------------------------- | --------- | ------- |
| 2016 | Telekamery 2016 | Program rozrywkowy           | Nominacja | [ 129 ] |
| 2016 | Telekamery 2016 | Juror (Małgorzata Walewska)  | Nominacja | [ 129 ] |
| 2017 | Telekamery 2017 | Program rozrywkowy           | Nominacja | [ 130 ] |
| 2017 | Telekamery 2017 | Juror (Małgorzata Walewska)  | Nominacja | [ 130 ] |
| 2018 | Telekamery 2018 | Program rozrywkowy           | Wygrana   | [ 131 ] |
| 2018 | Telekamery 2018 | Juror (Małgorzata Walewska)  | Nominacja | [ 132 ] |
| 2019 | Telekamery 2019 | Program rozrywkowy           | Wygrana   | [ 133 ] |
| 2020 | Telekamery 2020 | Program rozrywkowy           | Nominacja | [ 134 ] |
| 2020 | Telekamery 2020 | Juror (Katarzyna Skrzynecka) | Nominacja | [ 134 ] |
| 2024 | Telekamery 2024 | Program rozrywkowy           | Wygrana   |         |
| 2025 | Telekamery 2025 | Złota Telekamera             | Wygrana   |         |

## Sylwester z gwiazdami. Twoja twarz brzmi znajomo
W 2018 w Szczecinie w Parku Kasprowicza odbył się koncert noworoczny pod hasłem „Sylwester z gwiazdami. Twoja twarz brzmi znajomo”, w którym wystąpili byli uczestnicy programu: Marek Kaliszuk, Michał Rudaś, Honorata Skarbek, Agnieszka Twardowska, Maria Tyszkiewicz i Mariusz Totoszko. Koncert poprowadzili Katarzyna Skrzynecka i Piotr Gąsowski.

## Kontrowersje
W listopadzie 2018 roku zagraniczne serwisy internetowe zarzuciły twórcom programu rasizm z powodu rzekomego zastosowania blackface’u podczas występu Bogumiła Romanowskiego, który imitował na scenie Drake’a. Produkcja w odpowiedzi na krytykę przypomniała, że intencją formatu jest „jak najbardziej precyzyjne odtworzenie wizerunku i występu znanych i cenionych artystów”, a twórcom programu „przyświeca jeden cel – jak najwierniej odwzorować (…) postacie, którymi są artyści polskiego i zagranicznego rynku muzycznego”. Producenci odpierali podobne zarzuty również w 2021 roku. W 2023 zagraniczna prasa znów zarzuciła stosowanie blackface’u twórcom polskiej wersji formatu. Przedstawiciele firmy Banijay (w której skład wchodzi producent programu Endemol Shine Polska) wówczas potępili działania zespołu produkcyjnego i zapowiedzieli wszczęcie wewnętrznego dochodzenia.
W lutym 2024 roku Banijay (wraz z Endemol Shine Polska i Telewizją Polsat) wydało oświadczenie, w którym stwierdzono, że „zmiana koloru skóry uczestników lub naśladowanie innych cech fizycznych w sposób, który mógłby zostać uznany za rasistowski, są niedozwolone w żadnej produkcji tego formatu”. Od dwudziestej edycji programu uczestnicy nie mogą „zmieniać koloru skóry ani naśladować innych cech fizycznych, które mogłyby zostać uznane za przywłaszczenie kulturowe”.